# ホジキンリンパ腫
ホジキンリンパ腫（ホジキンリンパしゅ、英: Hodgkin lymphoma、略称:HL）は、悪性リンパ腫の一分類で、病理組織学的にはホジキン細胞 (Hodgkin cell) あるいはリード＝シュテルンベルク細胞などを認める事が特徴的である。
従来、ホジキン病 (Hodgkin’s disease、略称:HD) と呼ばれてきた病気である。名前は1832年にこの病気を発見したイギリスの医師トーマス・ホジキンにちなむ。
欧米では悪性リンパ腫の約10，30％を占める。わが国での頻度は，全悪性リンパ腫の3～6％程度である。年齢分布は，若年者層（20歳代）と中年層（50～60歳）にピークを有する二峰性を呈する。
　初発症状は多くは無症候性，無痛性表在リンパ節腫脹で，約75％が頸部・鎖骨上窩リンパ節腫脹で発見される。結節硬化型HLは約60％に縦隔病変を認める。
　血液検査所見は，白血球増多，リンパ球減少，好酸球増多，貧血，アルカリフォスファターゼ上昇，血液沈降速度亢進，CRP高値，細胞性免疫能低下などを認める。
症状には発熱、盗汗、体重減少がある。しばしば、首、脇の下、鼠径部に無痛性の肥大したリンパ節を認める。この病気の患者は、疲労感や痒みを感じる。
ホジキンリンパ腫のおよそ半分がエプスタイン・バール・ウイルス (EBV) を原因とするものである。その他の危険因子としてはこの病気の家族歴やHIV/AIDSを有していることがあげられる。ホジキンリンパ腫には古典的ホジキンリンパ腫と結節性リンパ球優位型ホジキンリンパ腫の2つの主要な種類がある。診断はリンパ節中の多核化したリード＝シュテルンベルク細胞といったホジキン細胞の確認による。
ホジキンリンパ腫は化学療法、放射線療法、幹細胞移植によって治療される。治療の選択はしばしばがんの進行度合いと、治療に好ましい特徴を有しているかどうかに依存する。病気の初期では、治癒がしばしば可能である。米国における5年生存率は86%である。20歳未満の患者では生存率は97%である。しかしながら、放射線照射と一部の抗がん剤は、その後数十年に渡って、他のがんや心臓病、肺病の危険性を増大させる。

## 疫学

2004年におけるリンパ腫及び多発性骨髄腫による人口10万人あたりの年齢調整死亡率
データなし
1.8以下
1.8から3.6
3.6から5.4
5.4から7.2
7.2から9
9から10.8
10.8から12.6
12.6から14.4
14.4から16.2
16.2から18
18から19.8
19.8以上

発生率が年齢とともに増加する非ホジキンリンパ腫とは異なり、ホジキンリンパ腫では国籍により若干の差異はあるものの、15歳から35歳までの青年層と55歳以上の2つの年齢層でピークがある。女性の方がわずかに多い結節硬化型を除き、全体的に男性の方が多く罹患する。ホジキンリンパ腫の年間発生率は人口10万人あたり2.7人であり、すべての癌のわずか1％未満である。
ホジキンリンパ腫の発生率はHIVに感染した患者で増加する。HIVの感染に関連する他の多くのリンパ腫とは対照的に、CD4陽性T細胞の数が多い患者で最も発生しやすい。
2013年には、約72万5千人がホジキンリンパ腫を患っており、2万4千人が死亡した 。米国では、人口の0.2%が生涯のどこかの時期にホジキンリンパ腫を患う。日本は全悪性リンパ腫の約10％で、世界全体としては少ない。

## 症状
表在リンパ節腫大（首のつけね、脇の下、足のつけねなどのしこり）、体重減少（6か月で10%以上）、発熱、盗汗など。

## 組織学的分類
WHO分類によれば、ホジキンリンパ腫は「古典型」と「結節性リンパ球優勢型」のふたつに大きく分類され、古典型には4つの亜分類を持たせている。
- 古典型ホジキンリンパ腫 (Classical Hodgkin's lymphoma: CHL)
  - リンパ球豊富型古典的ホジキンリンパ腫 (Lymphocyte rich: LR)
  - 結節硬化型ホジキンリンパ腫 (Nodular sclerosis: NS)
  - 混合細胞型ホジキンリンパ腫 (Mixed cellularity: MC)
  - リンパ球減少性ホジキンリンパ腫 (Lymphocyte depleted: LD)
- 結節性リンパ球優位型ホジキンリンパ腫 (Nodular lymphocyte predominant Hodgkin's lymphoma: NLPHL)

## 診断
リンパ節生検。WHO分類では4種類（リンパ球減少型、リンパ球優位型、結節硬化型、混合細胞型）。最も一般的な診断時の年齢は20歳から40歳の間である。

## 治療
まず、古典的ホジキンリンパ腫と結節性ホジキンリンパ腫では治療方針が異なる。また、病期により異なる。以下に基本的な治療方針を述べる。

### 古典的ホジキンリンパ腫（限局期）
化学療法であるABVD療法4コースの後、進行例以外では放射線区域照射（involved field radiation therapy; IFRT）30Gyが標準的とされている。Bulky病変を認めない場合にはABVD療法6コースを行い、放射線照射を省略することも選択肢となる。予後良好群に対しては治療毒性軽減のためABVD療法2コース+IFRT 20Gyが選択肢となる。

### 結節性リンパ球優位型ホジキンリンパ腫（限局期）
放射線区域照射単独が標準的とされる。これは古典的ホジキンリンパ腫と異なり、放射線区域照射単独でも放射線広域照射や化学療法併用放射線照射と治療成績に大差がないことによる。

### 古典的ホジキンリンパ腫（進行期）
ABVD療法6コースから8コースが標準療法となる。ただし「6コースから8コース」の意味はびまん性大細胞型B細胞性リンパ腫とは異なり、「4コースまでで完全寛解ならば6コースで終了、6コースで完全寛解ならば8コースで終了」の意味である。ABVD療法以外の選択肢としてブレオマイシンの代わりにブレンツキシマブベドチン（BV）を用いる、BV併用AVD療法6コースも進行期に対する標準治療となる。
進行期においては、予後因子で治療方法を変える根拠はない。
化学療法の効果が部分奏効の場合には追加治療として放射線照射が検討される。完全寛解に至った場合に放射線照射を行うのは推奨されない。

### 結節性リンパ球優位型ホジキンリンパ腫（進行期）
標準的治療法は確立していない。古典的ホジキンリンパ腫に準じることが多い。

### 再発・難治性ホジキンリンパ腫
ブレンツキシマブベドチン、ニボルマブ、ペムブロリズマブの有効性が示されている。その他に非ホジキンリンパ腫の再発・難治例に用いられる治療法（ESHAP療法など）が用いられる。若年者であれば大量化学療法併用自己末梢血幹細胞移植も選択肢として挙げられる。
- 日本では2014年1月に（CD30陽性の）再発・難治性ホジキンリンパ腫に対しての治療薬としてブレンツキシマブ ベドチンが製造認可された。海外での第II相試験（SG035-0003試験）の結果は奏効率75%であった[18]。
- 腫瘍細胞は、T細胞の免疫反応にブレーキをかけるPD-1リガンド（PD-L1）の産生が亢進しており、免疫による排除を回避している。抗PD-1抗体であるニボルマブは、再発・難治性Hodgkinリンパ腫を対象とした第II相試験では、全奏効率87%, 完全寛解率13%, 24週時点での無増悪生存率86%と高い治療効果が認められた[19]。2016年12月、再発又は難治性の古典的ホジキンリンパ腫に対してニボルマブが適応承認されている[20]。

## 予後
年齢、B症状（発熱、体重減少、盗汗〔寝汗のこと〕）、巨大縦隔腫瘍などは、予後不良因子とされる。

## ホジキンリンパ腫を患った人物
- アンヌ・フランソワ（フランス語版） - 作家、この病気の患者を主人公とする「壊れゆく女」でベルギーの文学賞を3つ受賞
- アンソニー・リゾ - メジャーリーグ選手
- マリオ・ルミュー - アイスホッケー選手
- ビッグ・ジョン・スタッド - プロレスラー
- ロディ・パイパー - プロレスラー
- リチャード・ハリス - 俳優（『ハリー・ポッター』シリーズの初代のアルバス・ダンブルドア校長役[21]）
- デルタ・グッドレム - 歌手
- ディヌ・リパッティ - ピアニスト
- ジェラルド・フィンジ - 作曲家
- DJクオールズ - 俳優
- ジョン・ミリントン・シング - 劇作家
- マイケル・C・ホール - 俳優（米ドラマ『デクスター』シリーズの主役）
- ヴィヴィアン・キャンベル - ギタリスト (ディオ、ホワイトスネイク、デフ・レパード、シン・リジィ etc.）
- 渡利璃穏 - リオデジャネイロオリンピックレスリング女子75kg級日本代表
- 倉持莉々 - ボートレーサー
- キリアン・ロドリゲス - スペインのサッカー選手